# Верх-Нейвінський міський округ
Верх-Не́йвінський міський округ (рос. Верх-Нейвинский городской округ) — муніципальне утворення Свердловської області Росії.
Адміністративний центр та єдиний населений пункт — селище міського типу Верх-Нейвінський.

## Населення
Населення міського округу становить 4745 осіб (2021; 4949 у 2018; 5098 у 2010, 5242 у 2002).